# Miradouro (Minas Gerais)
Miradouro é um município brasileiro do estado de Minas Gerais. Sua população recenseada em 2022 era de 8 968 habitantes.

## História
O município foi criado em 17 de dezembro de 1938, com a denominação de Glória. Em 31 de dezembro de 1943, passou a ser denominado Miradouro.

## Geografia
Miradouro situa-se na Zona da Mata Mineira, à margem da BR-116, mais conhecida como Rio-Bahia. O município faz divisa com: Muriaé (de onde foi desmembrado em 1938), Vieiras (que foi seu distrito, alcançando a emancipação em 1953), Ervália, São Francisco do Glória e Fervedouro. É cortado pelo Rio Glória, que deu o primeiro nome à cidade.

## Galeria

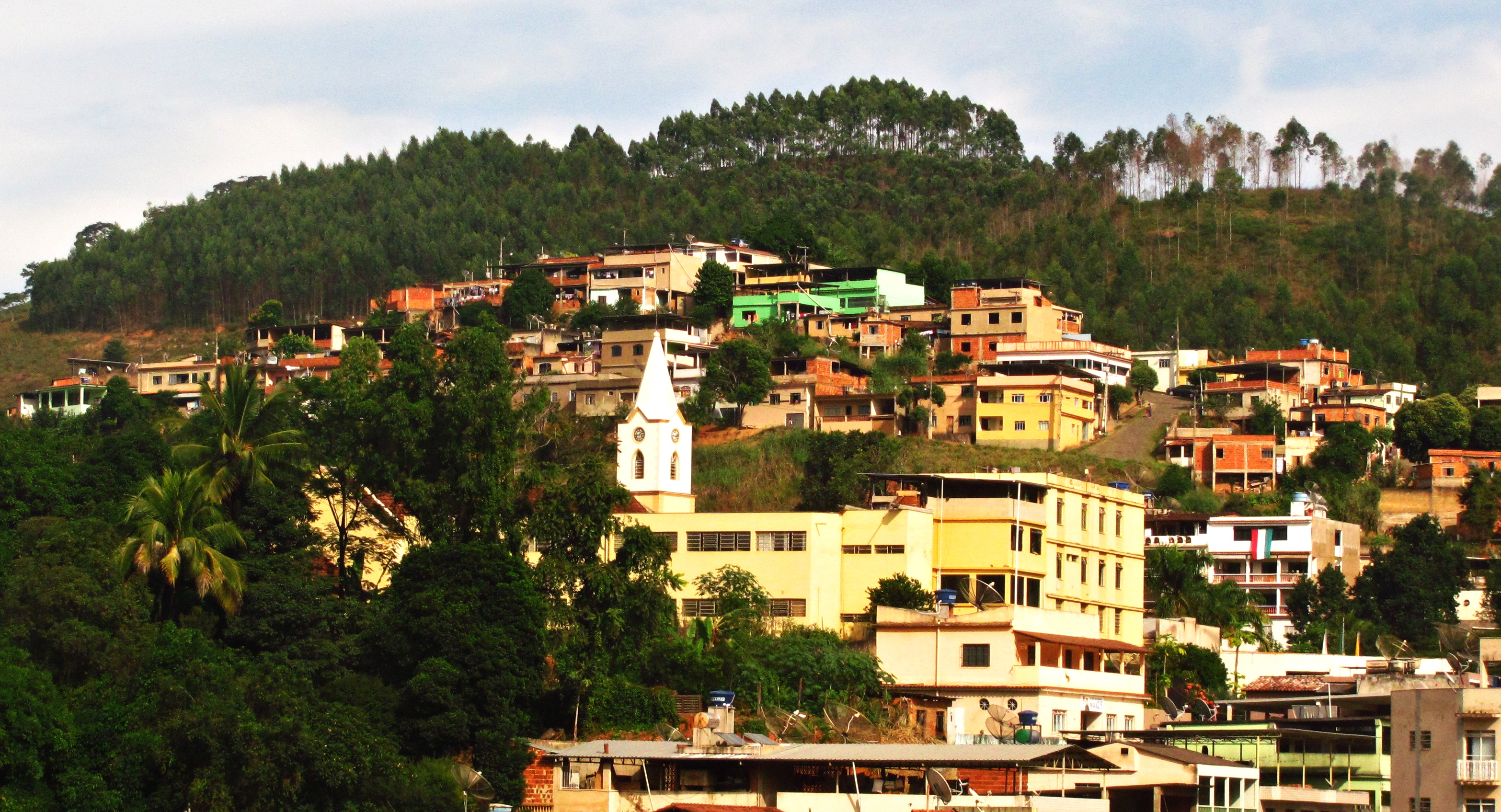
Centro da cidade de Miradouro
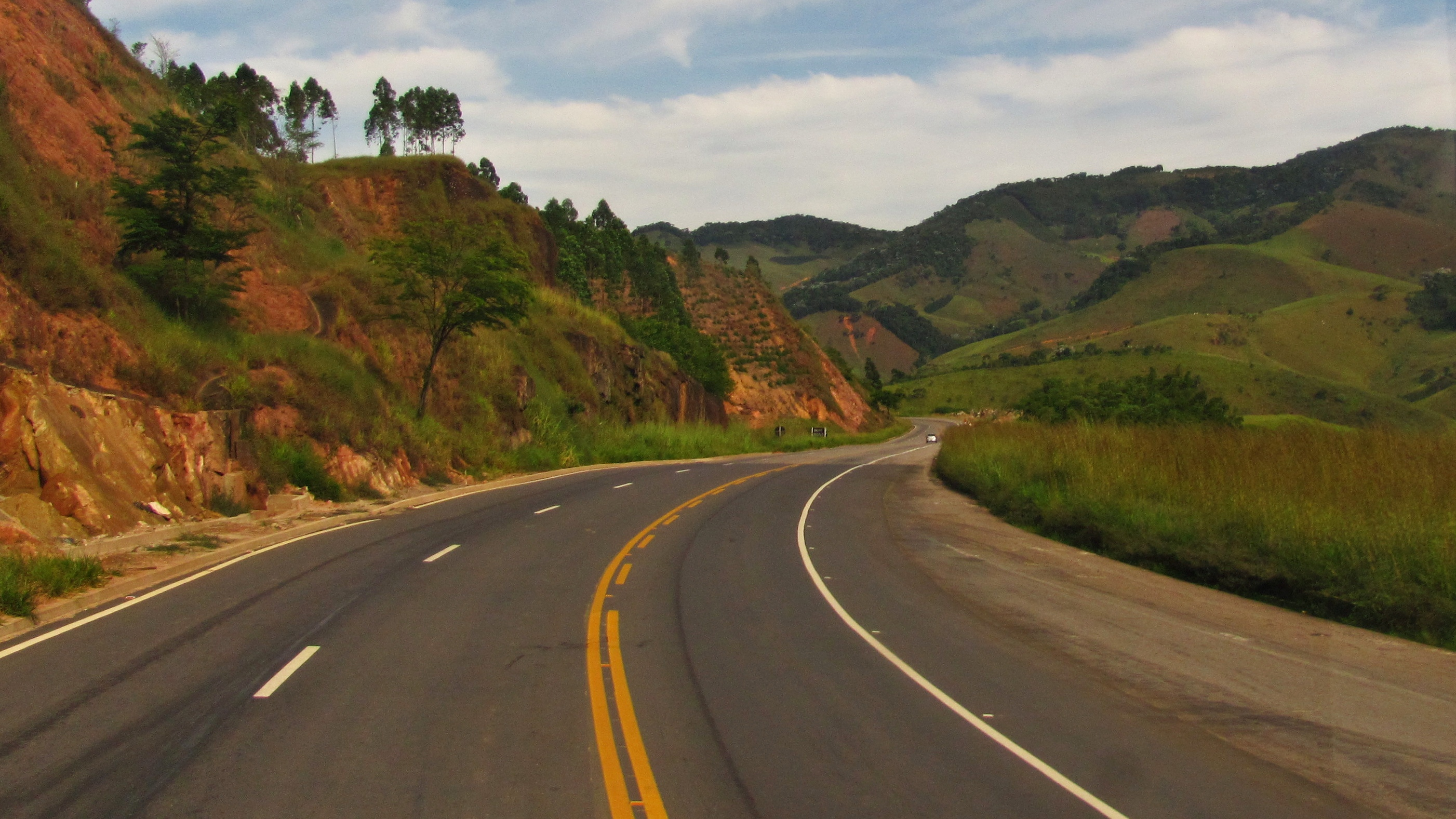
BR-116 próximo da cidade
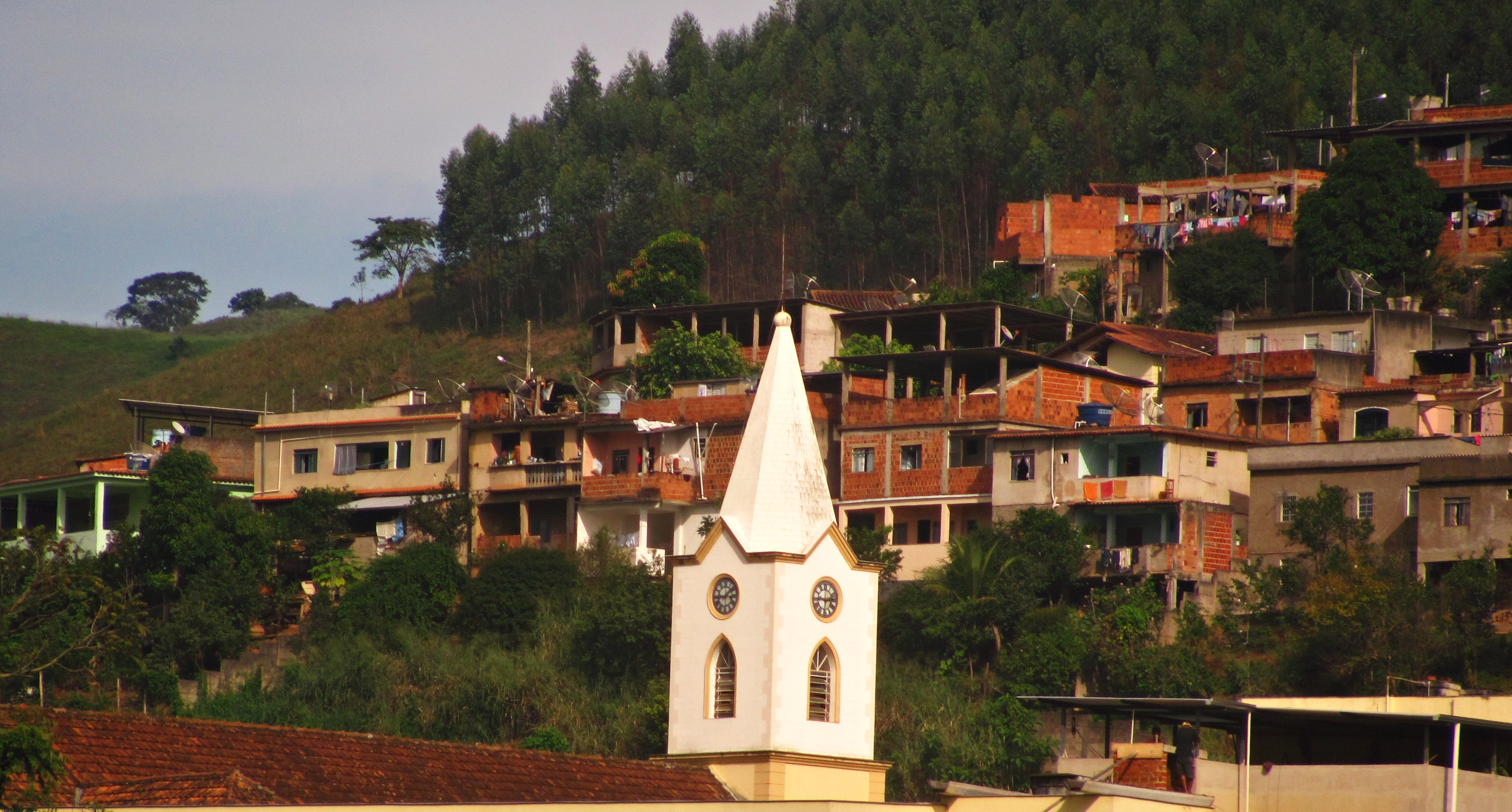
Detalhe da cidade